# Trifluormethylgroep

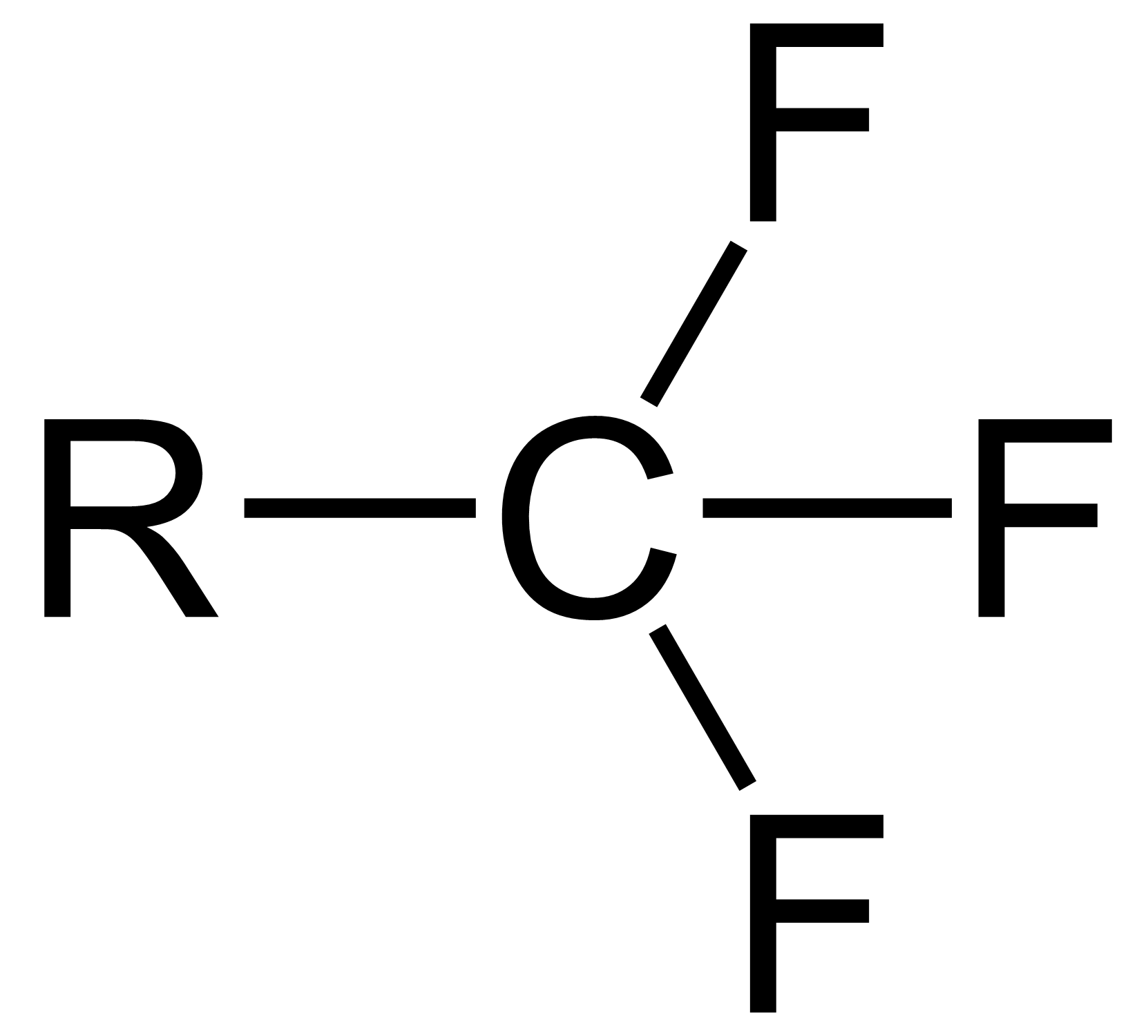
Trifluoromethylgroep

De trifluoromethylgroep is een functionele groep in de organische chemie met als algemene brutoformule CF3. De naam van de groep is afgeleid van de methylgroep, waarbij alle waterstofatomen vervangen zijn door een fluoratoom. De trifluormethylgroep heeft een hoge elektronegativiteit, die doorgaans gesteld wordt op een waarde tussen die van fluor zelf en chloor. De hoge elektronegativiteit van de trifluormethylgroep vormt de achtergrand van de vaak grote zuursterkte van verbindingen waarin de groep voorkomt. Voorbeelden daarvan zijn trifluormethaansulfonzuur en trifluorazijnzuur. In andere gevallen wordt de groep gebruikt om basische eigenschappen van een verbinding minder uitgesproken te maken (wat een andere manier is om te zeggen dat de verbinding zuurder wordt). Soms wordt de groep gebruikt om bepaalde eigenschappen van oplosmiddelen iets te wijzigen, zoals in het gebruik van 2,2,2-trifluorethanol in plaats van gewone ethanol. De trifluormethylgroep is een elektronenzuigende groep.

## Medische toepassingen
De trifluormethylgroep treedt op in een groot aantal farmaceutische producten, medicijnen en natuurlijke producten. Het medicinale gebruik van de trifluormehylgroep gaat terug tot 1928, hoewel het grote onderzoek naar verbindingen met deze groep pas in het midden van de jaren 40 van de 20e eeuw uitgebreid ter hand werd genomen. De trifluormethylgroep wordt veel gebruikt als een bioisosteer, waarbij in een stamverbinding een chloor- of methylsubstituent vervangen wordt om de sterische of elektronische eigenschappen iets aan te passen, of om een reactieve methylgroep te beschermen tegen metabole oxidatie. Een aantal bekende voorbeelden van medicijnen met een trifluormethylgroep in het molecule zijn: efavirenz (Sustiva), een HIV reverse transcriptase remmer; fluoxetine (Prozac), een antidepressivum; en celecoxib (Celebrex), een niet-steroïde ontstekingsremmer.

## Chemische toepassingen
Hoewel de trifluormethylgroep in de eerste alinea als "functionele groep" is beschreven, is de suggestie in de term "functioneel" dat de groep iets "doet" misleidend. In de medische toepassingen werd aangegeven dat de trifluormethylgroep gebruikt kan worden om te voorkomen dat methylgroepen geoxideerd worden. Naast het feit dat fluor niet als positief deeltje het molecule verlaat speelt daarin ook mee dat de fluor-koolstof binding een van de sterkere bindingen in de organische chemie is. Eenmaal gevormd "doet" deze binding bijna niets meer. In de synthetisch organische chemie wordt de trifluormethylgroep vaak ingezet om reactieve structuren te beschermen tegen reactie met zichzelf. De serie (C-CF3)6, de trifluormethyl-gesubstutueerde valentie-isomeren van benzeen, was een van de eerste verzamelingen waarin alle valentie-isomeren beschreven waren.

## Synthese
Er zijn verschillende methoden beschreven om trifluormethylgroepen in een molecule in te voeren. Carbozuren kunnen met zwaveltetrafluoride omgezet worden in trifluormethylgroepen en trihalomethylverbindingen, met name trifluormethylethers en trifluormethylaroamten, worden in trifluormethylverbindingen omgezet in een reactie met antimoon(III)fluoride of antimoon(V)chloride (de Swarts-reactie). Een syntheseroute die vooral voor de aromaten geldt is de behandeling van aryljodiden met trifluormethylkoper. Trifluormethylcarbinolen en -ketonen worden bereid via de reactie van aldehyden en esters met Ruppert's reagens.